# Biskupija Cibalae
Biskupija Cibalae je naslovna biskupija Katoličke Crkve. Kao i sve katoličke naslovne biskupije, nosi ime utrnute biskupije, u ovom slučaju u antičkome panonskom gradu Cibalae, na mjestu današnjih Vinkovaca u Hrvatskoj. To je prva naslovna biskupija na podrućju Ðakovačko-osječke nadbiskupije.
Uspostavljena je 25. studenoga 2009., kao nadbiskupija pro hac vice (za ovu priliku) te ju je papa Benedikt XVI. 30. studenoga 2009. dodijelio nadbiskupu Nikoli Eteroviću, tada glavnom tajniku Biskupske sinode u Rimu (sada apostolskom nunciju u Njemačkoj) i dotadašnjemu naslovnom nadbiskupu Sisciae.
Zanimanje za status ove biskupije je oživjelo 2008. godine. Na upite iz Rima o statusu te biskupije, iz Đakovačko-osječke nadbiskupije su poslali podatke o povijesti Cibalae. Budući da je Actom martyrom (Djela mučenika) potvrđena kao autentična, Sveta Stolica ju je odlučila oživjeti kao naslovnu.

## Biskupi
- Euzebije[1]

### Naslovni biskupi
- Nikola Eterović (30. studenoga 2009. - ...)